# یواس‌اس سی-۱ (اس‌اس-۹)
یواس‌اس سی-۱ (اس‌اس-۹) (به انگلیسی: USS C-1 (SS-9)) یک زیردریایی بود که طول آن ۱۰۵ فوت ۴ اینچ (۳۲٫۱۱ متر) بود. این زیردریایی در سال ۱۹۰۶ ساخته شد.